# Yukio Tsuda
Yukio Tsuda (津田 幸男, Tsuda Yukio, Kobe, 15 augustus 1917 – 17 april 1979) was een Japans voetballer die als doelman speelde.

## Carrière
Tsuda speelde voor Keio University en Keio BRB. Tsuda veroverde er in 1936, 1937, 1939, 1940, 1951 en 1952 de Beker van de keizer.

## Japans voetbalelftal
Yukio Tsuda maakte op 16 juni 1940 zijn debuut in het Japans voetbalelftal tijdens een 2600th National Foundation Festival tegen Filipijnen. Yukio Tsuda debuteerde in 1940 in het Japans nationaal elftal en speelde 4 interlands.

## Statistieken
| Japans voetbalelftal | Japans voetbalelftal | Japans voetbalelftal |
| Jaar                 | Wed.                 | Dlp.                 |
| -------------------- | -------------------- | -------------------- |
| 1940                 | 1                    | 0                    |
| 1941                 | 0                    | 0                    |
| 1942                 | 0                    | 0                    |
| 1943                 | 0                    | 0                    |
| 1944                 | 0                    | 0                    |
| 1945                 | 0                    | 0                    |
| 1946                 | 0                    | 0                    |
| 1947                 | 0                    | 0                    |
| 1948                 | 0                    | 0                    |
| 1949                 | 0                    | 0                    |
| 1950                 | 0                    | 0                    |
| 1951                 | 3                    | 0                    |
| Totaal               | 4                    | 0                    |